# Sveta Vincenca
Sveta Vincenca (Vicenza, Vicenca) je kršćanska svetica i mučenica koja je živjela u 3. stoljeću u Rimu. Kao djevojka je mučena zbog svojih kršćanskih uvjerenja te je umrla prije nego što je navršila 17 godina.

## Štovanje
Nakon smrti, u 3. stoljeću pokopana je na groblju Via Portuensis nedaleko od Rima. 1792. godine uz blagoslov pape Pija VI., njezin ostatci preneseni su u Blato, mjesto na Korčuli. 9. travnja 1795. brod je pristao u Prigradicu gdje je uz veličanstven doček položen na oltar ispred kuće Arnerića ukrašen palmama, vijencima od cvijeća i barjacima. Tijelo je u petak 10. travnja u velikom ophodu preneseno u Blato.  Od dolaska njezinih ostataka, slavi se kao zaštitnica grada, pa je njezin spomendan (28. travnja) ujedno i dan grada.